# William Pleydell-Bouverie, VII conte di Radnor
William Pleydell-Bouverie, VII conte di Radnor (18 dicembre 1895 – 23 novembre 1968), è stato un nobile inglese.

## Biografia
Era il figlio di Jacob Pleydell-Bouverie, VI conte di Radnor, e di sua moglie, Julian Eleanor Adelaide Balfour.

## Matrimoni

### Primo matrimonio
Sposò, l'11 ottobre 1922, Helena Olivia Adeane (?-8 ottobre 1902), figlia di Charles Robert Whorwood Adeane. Ebbero sei figli:
- Lady Jane Pleydell-Bouverie (14 settembre 1923–21 luglio 2006), sposò Richard Anthony Bethell, ebbero quattro figli;
- Lady Belinda Pleydell-Bouverie (15 gennaio 1925-29 luglio 1961), sposò Sir William Dugdale, ebbero tre figli;
- Jacob Pleydell-Bouverie, VIII conte di Radnor (10 novembre 1927–2008);
- Reuben Pleydell-Bouverie (30 dicembre 1930), sposò Bridget Jane Buxton, ebbeor tre figli;
- Lady Phoebe Pleydell-Bouverie (25 gennaio 1932), sposò Hubert Phipps, ebbero due figli;
- Lady Harriot Pleydell-Bouverie (18 dicembre 1935), sposò Mark Tennant, ebbero due figli.

La coppia divorziò nel 1942.

### Secondo matrimonio
Sposò, il 9 ottobre 1943, Anne Isobel Graham Oakley (6 settembre 1908-14 agosto 1998), figlia del tenente colonnello Richard Oakley. Ebbero un figlio:
- Richard Oakley Pleydell-Bouverie (25 giugno 1947)

## Morte
Morì il 23 novembre 1968.

## Ascendenza
|                                                |               |                                      | Genitori                                            |  |  | Nonni |  |  | Bisnonni                                    |  |  | Trisnonni                                      |  |
|                                                |               |                                      |                                                     |  |  |       |  |  | Jacob Pleydell-Bouverie, IV conte di Radnor |  |  | William Pleydell-Bouverie, III conte di Radnor |  |
|                                                |               |                                      |                                                     |  |  |       |  |  | Jacob Pleydell-Bouverie, IV conte di Radnor |  |  | William Pleydell-Bouverie, III conte di Radnor |  |
|                                                |               | Judith Anne St John-Mildmay          |                                                     |  |  |       |  |  | Jacob Pleydell-Bouverie, IV conte di Radnor |  |  |                                                |  |
| William Pleydell-Bouverie, V conte di Radnor   |               |                                      |                                                     |  |  |       |  |  | Jacob Pleydell-Bouverie, IV conte di Radnor |  |  |                                                |  |
|                                                |               | Lady Mary Augusta Frederica Grimston | James Grimston, I conte di Verulam                  |  |  |       |  |  |                                             |  |  |                                                |  |
|                                                |               | Lady Mary Augusta Frederica Grimston | James Grimston, I conte di Verulam                  |  |  |       |  |  |                                             |  |  |                                                |  |
|                                                |               | Lady Mary Augusta Frederica Grimston | Lady Charlotte Jenkinson                            |  |  |       |  |  |                                             |  |  |                                                |  |
| Jacob Pleydell-Bouverie, VI conte di Radnor    |               | Lady Mary Augusta Frederica Grimston |                                                     |  |  |       |  |  |                                             |  |  |                                                |  |
|                                                |               | Rev. Henry Chaplin                   | Charles Chaplin                                     |  |  |       |  |  |                                             |  |  |                                                |  |
|                                                |               | Rev. Henry Chaplin                   | Charles Chaplin                                     |  |  |       |  |  |                                             |  |  |                                                |  |
|                                                |               | Rev. Henry Chaplin                   | Elizabeth Taylor                                    |  |  |       |  |  |                                             |  |  |                                                |  |
| Helen Matilda Chaplin                          |               | Rev. Henry Chaplin                   |                                                     |  |  |       |  |  |                                             |  |  |                                                |  |
|                                                |               | Caroline Horatia Ellice              | William Ellice                                      |  |  |       |  |  |                                             |  |  |                                                |  |
|                                                |               | Caroline Horatia Ellice              | William Ellice                                      |  |  |       |  |  |                                             |  |  |                                                |  |
|                                                |               | Caroline Horatia Ellice              | Harriet Ross                                        |  |  |       |  |  |                                             |  |  |                                                |  |
| William Pleydell-Bouverie, VII conte di Radnor |               | Caroline Horatia Ellice              |                                                     |  |  |       |  |  |                                             |  |  |                                                |  |
|                                                | James Balfour | John Balfour, V di Balbirnie         |                                                     |  |  |       |  |  |                                             |  |  |                                                |  |
|                                                | James Balfour | John Balfour, V di Balbirnie         |                                                     |  |  |       |  |  |                                             |  |  |                                                |  |
|                                                | James Balfour | Ellen Gordon                         |                                                     |  |  |       |  |  |                                             |  |  |                                                |  |
| Charles Balfour                                | James Balfour |                                      |                                                     |  |  |       |  |  |                                             |  |  |                                                |  |
|                                                |               | Lady Eleanor Maitland                | James Maitland Lauderdale, VIII conte di Lauderdale |  |  |       |  |  |                                             |  |  |                                                |  |
|                                                |               | Lady Eleanor Maitland                | James Maitland Lauderdale, VIII conte di Lauderdale |  |  |       |  |  |                                             |  |  |                                                |  |
|                                                |               | Lady Eleanor Maitland                | Eleanor Todd                                        |  |  |       |  |  |                                             |  |  |                                                |  |
| Julian Eleanor Adelaide Balfour                |               | Lady Eleanor Maitland                |                                                     |  |  |       |  |  |                                             |  |  |                                                |  |
|                                                |               | George Liddell                       | Thomas Liddell, I barone Ravensworth                |  |  |       |  |  |                                             |  |  |                                                |  |
|                                                |               | George Liddell                       | Thomas Liddell, I barone Ravensworth                |  |  |       |  |  |                                             |  |  |                                                |  |
|                                                |               | George Liddell                       | Mary Susannah Simpson                               |  |  |       |  |  |                                             |  |  |                                                |  |
| Minnie Georgiana Liddell                       |               | George Liddell                       |                                                     |  |  |       |  |  |                                             |  |  |                                                |  |
|                                                |               | Cecil Elizabeth Jane Wellesley       | Rev. Gerald Valerian Wellesley                      |  |  |       |  |  |                                             |  |  |                                                |  |
|                                                |               | Cecil Elizabeth Jane Wellesley       | Rev. Gerald Valerian Wellesley                      |  |  |       |  |  |                                             |  |  |                                                |  |
|                                                |               | Cecil Elizabeth Jane Wellesley       | Lady Emily Cadogan                                  |  |  |       |  |  |                                             |  |  |                                                |  |
|                                                |               | Cecil Elizabeth Jane Wellesley       |                                                     |  |  |       |  |  |                                             |  |  |                                                |  |